# Drużynowe Mistrzostwa Świata na Żużlu 1967
Drużynowe Mistrzostwa Świata na Żużlu 1967 – 8. edycja drużynowych mistrzostw świata na żużlu. Zawody finałowe odbyły się 1 września 1967 roku w szwedzkim Malmö.
Tytułu mistrzowskiego, wywalczonego w 1966 roku we Wrocławiu, broniła reprezentacja Polski.

## Eliminacje

### Runda kontynentalna

#### Półfinał
- 11 czerwca 1967 (niedziela),  Zagrzeb
- Awans do finału kontynentalnego: 1 – NRD

| Miejsce | Kraje      | Suma | Zawodnicy                                                                        | Pkt.     | Pkt bieg. |
| ------- | ---------- | ---- | -------------------------------------------------------------------------------- | -------- | --------- |
| 1       | NRD        | 47   | Peter Liebing Bruno Bülau Jochen Dinse Jürgen Hehlert rez. Hans-Jürgen Fritz     | 12 11 ns | b.d       |
| 2       | Węgry      | 20   | Barnabás Gyepes János Bernáth Ferenc Radácsi István Regőczi rez. Draško Oršić    | 6 5 3 ns | b.d       |
| 3       | Jugosławia | 16   | Franc Babic Milovan Stanković Drago Perko Drago Regvart rez. Valent Medved       | 5 2 1 6  | b.d       |
| 4       | RFN 2      | 13   | Heinrich Sprenger Dieter Dauderer Rudolf Kastl Rainer Jüngling rez. Alfred Aberl | 6 3 2 1  | b.d       |

#### Finał
- 25 czerwca 1967 (niedziela),  Ufa
- Awans do finału światowego: 2 – Związek Radziecki i Polska

| Miejsce | Kraje             | Suma | Zawodnicy                                                                               | Pkt.        | Pkt bieg.                                         |
| ------- | ----------------- | ---- | --------------------------------------------------------------------------------------- | ----------- | ------------------------------------------------- |
| 1       | Związek Radziecki | 37   | Wiktor Trofimow Igor Plechanow Boris Samorodow Giennadij Kurilenko rez. Farit Szajnurow | 11 10 9 3 4 | (3,2,3,3) (3,3,2,2) (2,2,2,3) (3,u,-,-) (-,-,2,2) |
| 2       | Polska            | 36   | Antoni Woryna Andrzej Pogorzelski Paweł Waloszek Marian Rose Jerzy Trzeszkowski         | 12 11 9 4 – | (3,3,3,3) (2,3,3,3) 1,3,3,2) (d,2,2,u) ns         |
| 3       | Czechosłowacja    | 18   | Antonín Kasper Jan Holub Antonín Šváb Luboš Tomíček rez. Stanislav Kubíček              | 6 4 –       | (1,2,1,2) (1,1,1,1) (2,0,1,1) ns                  |
| 4       | NRD               | 5    | Jürgen Hehler Bruno Bülau Jochen Dinse Peter Liebing Hans-Jürgen Fritz                  | 3 1 0 –     | (2,1,0,u) (u,1,0,0) (0,0,0,1) (0,0,0,0) ns        |

### Runda skandynawska
- 13 sierpnia 1967 (niedziela),  Fredericia
- Awans do finału światowego: 1 – Szwecja

| Miejsce | Kraje     | Suma | Zawodnicy                                                                 | Pkt.       | Pkt bieg. |
| ------- | --------- | ---- | ------------------------------------------------------------------------- | ---------- | --------- |
| 1       | Szwecja   | 44   | Ove Fundin Göte Nordin Bengt Jansson Bernt Persson rez. Per Olof Söderman | 12 11 9 ns | b.d       |
| 2       | Dania     | 24   | Paul Vissing Ole Olsen Godtfred Andersen Kurt Bøgh Borge Christiansen     | 10 6 4 0   | b.d       |
| 3       | Norwegia  | 18   | Oyvind S. Berg Jonny Faafeng Per Aulie Thorbjörn Nygaard Niels Tontum     | 6 5 4 3 0  | b.d       |
| 4       | Finlandia | 10   | Kalevi Lahtinen Matti Olin Jouko Naskali Olavi Turunen Reijo Tolviander   | 7 2 1 0    | b.d       |

### Runda brytyjska
Wielka Brytania automatycznie w finale.

## Finał światowy
- 1 września 1967 (piątek),  Malmö
- Wspólnota Narodów i Związek Radziecki zajęli ex aequo trzecie miejsce.

| Miejsce | Kraje             | Suma | Zawodnicy                                                                               | Pkt.       | Pkt bieg. |
| ------- | ----------------- | ---- | --------------------------------------------------------------------------------------- | ---------- | --------- |
| 1       | Szwecja           | 38   | Göte Nordin Bengt Jansson Ove Fundin Torbjörn Harrysson rez. Per Olaf Söderman          | 11 9 6 ns  | b.d.      |
| 2       | Polska            | 33   | Antoni Woryna Andrzej Wyglenda Jerzy Trzeszkowski Zbigniew Podlecki Andrzej Pogorzelski | 10 9 4 3 0 | b.d.      |
| 3       | Wielka Brytania   | 19   | Barry Briggs Eric Boocock Ray Wilson Ivan Mauger Colin Pratt                            | 8 5 4 2 0  | b.d.      |
| 3       | Związek Radziecki | 19   | Igor Plechanow Wiktor Trofimow Boris Samorodow Gabdrachman Kadyrow Farit Szajnurow      | 9 4 3 2 1  | b.d.      |

## Tabela końcowa
| Miejsce | Kraj              |
| 1       | Szwecja           |
| 2       | Polska            |
| 3       | Wielka Brytania   |
| 3       | Związek Radziecki |
| 5       | Dania             |
| 6       | Czechosłowacja    |
| 6       | Norwegia          |
| 8       | NRD               |
| 8       | Finlandia         |
| 10      | Węgry             |
| 11      | Jugosławia        |
| 12      | RFN               |